# Ancylosis rhodochrella
Ancylosis rhodochrella é uma espécie de insetos lepidópteros, mais especificamente de traças, pertencente à família Pyralidae.
A autoridade científica da espécie é Herrich-Schäffer,, tendo sido descrita no ano de 1852.
Trata-se de uma espécie presente no território português.